# Komparative Statik

In diesem Graph zeigt die Komparative Statik einen Nachfrageanstieg, der einen Preis- und Mengenanstieg bewirkt. Die Komparative Statik zeigt aber nicht, wie der Übergang tatsächlich stattfindet.

Komparative Statik ist ein Begriff aus der Wirtschaftswissenschaft, genauer der Mikroökonomie. Man versteht darunter den Vergleich mehrerer gesamtwirtschaftlicher Gleichgewichtszustände. Es werden hierbei nur die zwei statischen Gleichgewichtszustände gegenübergestellt, während der Übergang von A nach B nicht dynamisch modelliert wird. Bei der dynamischen Betrachtung wird zusätzlich noch der Weg zum neuen Gleichgewichtszustand mit in Betracht gezogen.
Hierbei werden normalerweise ein Start- und ein Zielzustand (hypothetischer Zustand) gegenübergestellt, zum Beispiel bei der Einführung einer Steuer könnte die Auswirkung auf Angebot und Nachfrage infolge der Preiserhöhung projiziert werden. Sehr oft wird dieses Instrument bei der Präferenzfindung und dem Nutzen von Nachfrage-Präferenzen genutzt. Im Gegensatz zur Statik, in der die Zeit als Konstante, und im Gegensatz zur Dynamik, in der Zeit als Variable auftritt, tritt in der komparativen Statik die Zeit als Parameter auf. Kennzeichnend für eine komparativ statische Analyse ist, dass sie in dem Sinne unvollständig ist, dass der Anpassungsprozess im Nachhinein erklärt werden muss.
Auch die meisten CGE-Modelle (Computational General Equilibrium) sind komparativ statische Modelle.